# Bufetolol
Bufetolol je beta-adrenergijski antagonista.